# Ophicrania vittipennis
Ophicrania vittipennis är en insektsart som först beskrevs av Carl Stål 1875.  Ophicrania vittipennis ingår i släktet Ophicrania och familjen Phasmatidae. Inga underarter finns listade i Catalogue of Life.